# Ahlam (roman)
Pour les articles homonymes, voir Ahlam.
Ahlam est un roman français écrit par Marc Trévidic, paru aux Éditions Jean-Claude Lattès en janvier 2016.
L'auteur utilise son expérience d'ancien juge antiterroriste pour étudier dans la fiction les moteurs qui conduisent à l’extrémisme.

## Thème du livre
De l'aveu même de son auteur, la thématique principale du livre est l'étude du basculement de jeunes intellectuels vers l’extrémisme, lors du printemps arabe en Tunisie, à Kerkennah, île où jusqu'alors les communautés vivaient en paix.
Il a choisi la fiction plutôt que l'essai pour se poser la question du pourquoi un frère Issam et une sœur Ahlam élevés de la même façon, et atteignant l'âge adulte parfaitement instruits, peuvent évoluer vers des voies complètement opposées.
L'auteur revendique le titre donné à son roman, Ahlam (" حلم " rêves, rêver, espérances), prénom de la sœur, comme un signifiant se situant à mi-chemin entre halal (" حلال  ", légitime, licite) et haram (" حرام ", illicite) par un subtil jeu de consonnes.
De fait, lors de la montée de l'islamisme en Tunisie, Ahlam va choisir de s'émanciper tandis que Issam va se radicaliser.